# Octarrhena bilabrata
Octarrhena bilabrata är en orkidéart som först beskrevs av Pieter van Royen, och fick sitt nu gällande namn av Walter Kittredge. Octarrhena bilabrata ingår i släktet Octarrhena och familjen orkidéer. Inga underarter finns listade i Catalogue of Life.